# Helicopsyche peruana
Helicopsyche peruana är en nattsländeart som beskrevs av Banks 1920. Helicopsyche peruana ingår i släktet Helicopsyche och familjen Helicopsychidae. Inga underarter finns listade i Catalogue of Life.